# Гондрезик, Кайза
Кайза Рей Гондрезик (англ. Kysre Rae Gondrezick; род. 27 июля 1997 года в Бентон-Харборе, штат Мичиган, США) — американская профессиональная баскетболистка, выступавшая в женской национальной баскетбольной ассоциации. Была выбрана на драфте ВНБА 2021 года в первом раунде под общим четвёртым номером клубом «Индиана Фивер». Играет на позиции атакующего защитника.

## Ранние годы
Школьную карьеру Кайза закончила вторым в истории Мичигана скорером с общим результатом 2 827 очков. В 2016 году получила титул «мисс Баскетбол Мичигана», а также стала игроком года по версии Gatorade.
Студенческую карьеру Гондрезик начала в родном Мичигане, но задержалась там всего на год, оставшиеся три проведя в Университете Западной Виргинии. Сезон 2017/2018 года Кайза полностью пропустила из-за трансферных правил НАСС.

## Профессиональная карьера
В драфте ВНБА 2021 года была выбрана под общим четвертым номером клубом «Индиана Фивер», но в январе 2022 года была отчислена, отыграв за команду 19 матчей. В январе 2024 года присоединилась к тренировочному лагерю «Чикаго Скай», но, сыграв лишь 5 игр регулярного сезона, была отчислена второй раз за карьеру.

## Личная жизнь
11 сентября 2023 года Гондрезик стала жертвой домашнего насилия со стороны на тот момент ее бойфренда Кевина Портера младшего. Девушка получила перелом шейного позвонка в результате нападения игрока в нью-йоркском отеле Millennium Hilton. В результате в октябре того же года Портер был обменян из «Хьюстон Рокетс» в «Оклахома-Сити Тандер», после чего сразу же был отчислен. В январе 2024 года игрок признал свою вину.
В июле 2024 года Кайза Гондрезик сопровождала баскетболиста НБА Джейлена Брауна на чемпионском параде по случаю победы его команды «Бостон Селтикс» в Финале НБА 2024.